# Liste des gares de Provence-Alpes-Côte d'Azur
La liste des gares de Provence-Alpes-Côte d'Azur, est une liste des gares ferroviaires, haltes ou arrêts, situés dans la région administrative de Provence-Alpes-Côte d'Azur.

## Liste des gares par département
Elle est répartie entre les 6 départements qui composent la région.
- Liste des gares des Alpes-de-Haute-Provence
- Liste des gares des Hautes-Alpes
- Liste des gares des Alpes-Maritimes
- Liste des gares des Bouches-du-Rhône
- Liste des gares du Var
- Liste des gares en Vaucluse